# Joseph Huber
Pour les articles homonymes, voir Huber.
Ne doit pas être confondu avec Franz Josef Huber.
Franz Joseph Hueber est un gymnaste artistique français né le 24 septembre 1893 à Dornach (Alsace-Lorraine) et mort le 18 janvier 1976 à Pfastatt (Haut-Rhin).

## Biographie
Joseph Huber participe à toutes les épreuves de gymnastique aux Jeux olympiques d'été de 1924 à Paris et remporte la médaille d'argent au concours général par équipes.

## Palmarès

### Jeux olympiques
- Paris 1924
  -  médaille d'argent au concours par équipes

## Référence
1. ↑  Archives départementales du Haut-Rhin, commune de Dornach, année 1893, acte de naissance no 155, avec mentions marginales de mariage et de décès